# 江國賓
江國賓（英語：Franco Chiang，1967年11月9日—），臺灣屏東人，台灣男藝人，多主演八點檔電視劇鄉土劇、香港電影。目前是三立台灣台主要演員，曾使用藝名「江國斌」、「江國濱」。曾與閩南語歌手黃妃合唱台語歌曲：〈你的名我的命〉，早年以飾演反派角色較具代表性。

## 婚姻狀況
前妻為前偶像團體憂歡派對之成員歡歡（生於1970年8月11日－卒於2014年6月1日），兩人於2004年9月步入禮堂，婚姻至2009年6月19日告終，關於兩人離婚原因有諸多傳聞，主因是歡歡氣江國賓把錢都拿回老家，但江國賓卻說是「因為個性不合」才決定離婚。歡歡過世後女兒江紜瀞跟他生活。

## 電影
| 年份     | 片名                           | 飾演     | 導演         |
| 上映電影 | 上映電影                       | 上映電影 | 上映電影     |
| -------- | ------------------------------ | -------- | ------------ |
| 1994年   | 《梁祝》                       | 玉棋     | 徐克         |
| 1994年   | 《桃色追緝令》                 |          | 朱延平       |
| 1994年   | 《校園敢死隊》(港譯：學校霸王) | 烏鴉     | 金鰲勳       |
| 1994年   | 《天使心》(港譯：赤裸天使)     | 苗偉     | 朱延平、傅立 |
| 1995年   | 《魔鬼天使》                   | 志杰     | 傅立         |
| 1995年   | 《南京1937》                   | 石松     |              |
| 2017年   | 《西城童話》                   | 飛毛江   | 葉天倫       |
| 電視電影 |                                |          |              |
| 2019年   | 緯來電影《萬德浮史貝斯》       |          |              |

## 電視劇
| 年份   | 頻道       | 劇名                             | 飾演          |
| ------ | ---------- | -------------------------------- | ------------- |
| 1989年 | 台視       | 《天眼》第二部                   | 江國榮        |
| 1990年 | 台視       | 台視劇場作家系列《落第》         |               |
| 1992年 | 台視       | 《何仙姑》                       | 李文雄        |
| 1993年 | 中視       | 《梅花三弄--水雲間》             | 沈致文        |
| 1994年 | 超視       | 《我愛美人魚》                   | 鄧鄈剛        |
| 1996年 | 華視       | 《報告師傅》                     | 王馗道        |
| 1996年 | 中視       | 《紅塵》                         | 江念祖        |
| 1997年 | 台視       | 《攝影棚也瘋狂》                 | 莊奎海        |
| 1997年 | 華視       | 《台灣靈異事件》天堂路           | 宋子傑        |
| 1997年 | 華視       | 《台灣靈異事件》蜘蛛女轉世       | 劉國生        |
| 1997年 | 中視       | 《大巡按蕃薯官》我變我變我變變變 | 李威          |
|        | 中視       | 《大巡按蕃薯官》綠眼殺手         | 陳九          |
|        | 中視       | 《大巡按蕃薯官》請鬼討媳婦       | 陳九          |
|        | 中視       | 《大巡按蕃薯官》紅光妖女         | 嘉祥          |
|        | 中視       | 《大巡按蕃薯官》竹篙逗菜刀       | 朱奎          |
|        | 中視       | 《大巡按蕃薯官》胎毛筆           | 沈尚文        |
|        | 中視       | 《大巡按蕃薯官》還我公道         | 劉嘯天        |
|        | 中視       | 《大巡按蕃薯官》兇手不是人       | 花震山        |
|        | 中視       | 《大巡按蕃薯官》王妃鬼保鑣       | 張啓民        |
|        | 中視       | 《大巡按蕃薯官》燒夜頭           | 王英          |
|        | 中視       | 《大巡按蕃薯官》月女幽魂         | 李明遠        |
|        | 中視       | 《大巡按蕃薯官》千年古屍         | 許俊良        |
|        | 中視       | 《大巡按蕃薯官》愛人是夜叉       | 林少華        |
|        | 中視       | 《大巡按蕃薯官》千面人           | 李平          |
| 1998年 | 民視       | 《深情孤女的願望》               | 周明聰        |
| 1998年 | 台視       | 《李鐵拐》                       | 金童          |
| 1999年 | 公視       | 《素蘭要出嫁》                   | 朱宏德        |
| 1999年 | 大愛電視台 | 《变脸老爸》                     | 藍金元        |
| 2000年 | 大愛電視台 | 《人在做，天在看》               | 侯奎龍        |
| 2000年 | 大愛電視台 | 《我還有夢》                     | 武勝傳        |
| 2001年 | 大愛電視台 | 《礦工女兒》                     | 李福藏        |
| 2001年 | 三立台灣台 | 《台灣阿誠》                     | 白木生        |
| 2002年 | 三立台灣台 | 《負君千行淚》                   | 吴木俊        |
| 2002年 | 三立台灣台 | 《台灣霹靂火》                   | 梁志勇        |
| 2002年 | 三立台灣台 | 《海波浪》                       | 顏瑞雄        |
| 2003年 | 三立台灣台 | 《天地有情》                     | 林文唐        |
| 2004年 | 三立台灣台 | 《台灣龍捲風》                   | 袁志龍        |
| 2005年 | 三立台灣台 | 《金色摩天輪》                   | 唐世賢        |
| 2006年 | 三立台灣台 | 《天下第一味》                   | 趙大川        |
| 2007年 | 三立台灣台 | 《我一定要成功》                 | 鄭永昇        |
| 2008年 | 三立台灣台 | 《真情滿天下》                   | 蔡重興        |
| 2008年 | 大愛電視台 | 《黃金線》                       | 剛本龍樹      |
| 2009年 | 三立台灣台 | 《幸福白馬里》                   | 卓裕祥        |
| 2009年 | 三立台灣台 | 《天下父母心》                   | 蔡有德        |
| 2010年 | 三立台灣台 | 《家和萬事興》                   | 林鴻山        |
| 2012年 | 三立台灣台 | 《牽手》                         | 黃至尊        |
| 2012年 | 三立台灣台 | 《天下女人心》                   | 顏國峰        |
| 2013年 | 三立台灣台 | 《世間情》                       | 杜仁德        |
| 2014年 | 三立台灣台 | 《熱海戀歌》                     | 武雄          |
| 2015年 | 三立台灣台 | 《甘味人生》                     | 江大通江大金  |
| 2016年 | 三立台灣台 | 《紫色大稻埕》                   | 陳澄波        |
| 2016年 | TVBS歡樂台 | 《在一起，就好》                 | 詹大川(James) |
| 2018年 | 三立台灣台 | 《金家好媳婦》                   | 史瑞鴻        |
| 2019年 | 三立台灣台 | 《炮仔聲》                       | 周瑞淵        |
| 2020年 | 三立台灣台 | 《天之驕女》                     | 王山河        |
| 2022年 | 三立台灣台 | 《一家團圓》                     | 郭慶福        |
| 2023年 | 公視       | 《牛車來去》                     | 邱慶壽        |
| 2023年 | 三立台灣台 | 《天道》                         | 陳長勝        |
| 2024年 | 三立台灣台 | 《願望》                         | 高世賢        |
| 2025年 | 三立台灣台 | 《百味人生》                     |               |

## MV
- 2024年 蕭煌奇〈寂寞而已〉

## 節目主持
- 衛視中文台：台灣探險隊

## 獎項紀錄
| 年份   | 頒獎典禮           | 獎項       | 作品         | 角色   | 結果 |
| ------ | ------------------ | ---------- | ------------ | ------ | ---- |
| 2019年 | 第23屆亞洲電視大獎 | 最佳男配角 | 《西城童話》 | 飛毛江 | 提名 |

## 外部連結
- 江國賓Franco的新浪微博
- 江國賓的官方粉絲團的Facebook專頁
- Franco Chiang的Facebook專頁
- 江國賓在互联网电影资料库（IMDb）上的資料（英文）
- 江國賓在香港影庫上的簡介